# Mark Muñoz
Mark Kenery Muñoz (nacido el 9 de febrero de 1978) es un artista marcial mixto estadounidense que compitió en la categoría de peso mediano en Ultimate Fighting Championship.

## Primeros años
Muñoz nació en la base naval de EE. UU. en Yokosuka, Japón. Sus padres filipinos son de Manila, Filipinas. A la edad de 2 años, Muñoz y su familia se trasladaron y se instalaron en la antigua ciudad naval de EE. UU. de Vallejo, California.

## Carrera en artes marciales mixtas

### Ultimate Fighting Championship
Muñoz fue uno de los pocos escogidos para ser trasladado a la promoción hermana de WEC, que también es propiedad y producida por Zuffa, junto con el campeón de peso ligero WEC Steve Cantwell, los contendientes de peso ligero Brian Stann y Steve Steinbeiss y los contendientes de peso medio Chael Sonnen y Nissen Osterneck. 
El 7 de marzo de 2009, Muñoz hizo su debut en el UFC en el UFC 96. Muñoz sufrió la primera derrota de su carrera y quedó inconsciente por un golpe de cabeza brutal del veterano de UFC Matt Hamill durante la primera ronda. Tras el paro, Muñoz permaneció en la lona durante varios minutos, dejando finalmente a la jaula con un corsé.
El 29 de agosto de 2009 en UFC 102, Muñoz se recuperó de su primera derrota y respondió a las críticas al ganar por una decisión dividida cerca (28-29, 30-27 y 29-28) sobre su compañero de lucha Nick Catone.
El 2 de enero de 2010 en UFC 108, Muñoz enfrentó y derrotó al veterano de MMA Ryan Jensen a través de sumisión en la primera ronda en la marca de 2:30.
Muñoz derrotó al ganador de The Ultimate Fighter 3 Kendall Grove el 10 de abril de 2010 en el UFC 112, por la parada del árbitro en la 2 ª ronda, también ganando el premio de la Pelea de la Noche.
Muñoz fue derrotado por Yushin Okami vía decisión dividida el 1 de agosto de 2010 en UFC Live: Jones vs. Matyushenko. En esta lucha, Muñoz fue incapaz de utilizar su infame terreno y libra debido a la capacidad de Okami para defender sus derribos.
Muñoz ganó vía decisión unánime sobre Aaron Simpson el 20 de noviembre de 2010 en UFC 123.
Muñoz derrotó al finalista de TUF 7 CB Dollaway en UFC Live: Sánchez vs. Kampmann el 3 de marzo de 2011 a través de la primera ronda de KO.
Muñoz derrotó a Demian Maia por decisión unánime el 11 de junio de 2011 en UFC 131.
Muñoz derrotó a Chris Leben, en la primera ronda de 5 no lucha por el título en la historia de UFC, el 5 de noviembre de 2011 por la parada de la esquina en UFC 138. El paro se debió al ataque de Muñoz que abrió un corte sobre el ojo de Leben, haciéndolo incapaz de ver y continuar la lucha.
Muñoz se puso a luchar contra Chael Sonnen el 28 de enero de 2012 en UFC on Fox: Evans vs. Davis. Sin embargo, Muñoz se retiró de su pelea con Sonnen el 17 de enero de 2012 debido a una lesión durante el entrenamiento y fue reemplazado por Michael Bisping, quien fue retirado de una pelea programada con Demian Maia en la misma tarjeta.
Volviendo a la acción, Muñoz en cambio se enfrentó a Chris Weidman el 11 de julio de 2012 en el evento principal en UFC en Fuel TV: Munoz vs Weidman. Perdió la pelea a través de KO en la segunda ronda. Muñoz se rompió el pie en el curso de la lucha y se vio obligado a salir de la competencia durante un año.
Muñoz derrotó a Tim Boetsch por decisión unánime el 6 de julio de 2013 en UFC 162. 
Muñoz debía enfrentarse a Michael Bisping el 26 de octubre de 2013 en UFC Fight Night 30. Sin embargo, Bisping se retiró de la pelea debido a una lesión ocular y fue sustituido por Lyoto Machida. Perdió la pelea por nocaut en la primera ronda. 
Muñoz se enfrentó a Gegard Mousasi en UFC Fight Night: Muñoz vs. Mousasi el 31 de mayo de 2014. Perdió por la sumisión de rear naked choke.
El 12 de junio de 2014 se anunció el nuevo contrato de cuatro peleas de Muñoz con UFC.
Muñoz estuvo muy brevemente programado para enfrentarse a Caio Magalhães el 28 de febrero de 2015 en UFC 184. Sin embargo, poco después de la pelea fue anunciado por la UFC, Magalhães indicó que no sería capaz de competir en el evento debido a una infección persistente después de la cirugía dental reciente, lo que requeriría una cirugía adicional. Muñoz permaneció en la tarjeta y eventualmente se enfrentó al veterano de la UFC, Roan Carneiro. Perdió la lucha a través de la sumisión técnica en la primera ronda.
Muñoz se enfrentó a Luke Barnatt el 16 de mayo de 2015 en UFC Fight Night 66. Muñoz ha indicado que ganar o perder, esperaba que esta pelea fuera la última. Muñoz dominó la lucha en el stand-up y terreno, ganando por decisión unánime (29-28, 30-27, 30-27). Manteniendo su promesa, un Muñoz emocionado se quitó los guantes después de la pelea y los colocó en el centro del octágono.

## Vida personal
Mark vive con su esposa y sus cuatro hijos en Lake Forest, California.

## Campeonatos y logros

### Artes marciales mixtas
- Ultimate Fighting Championship
  - Pelea de la Noche (Una vez)

### Lucha colegial
- National Collegiate Athletic Association
  - NCAA División I All-American (2000, 2001)
  - NCAA División I 197 1b - 3º en Oklahoma State University (2000)[2]
  - NCAA División I 197 1b - Campeón en Oklahoma State University (2001)[2]

## Récord en artes marciales mixtas
| Resultado | Récord | Oponente       | Método                              | Evento                             | Fecha                    | Ronda | Tiempo | Localización            | Notas                |
| --------- | ------ | -------------- | ----------------------------------- | ---------------------------------- | ------------------------ | ----- | ------ | ----------------------- | -------------------- |
| Victoria  | 14–6   | Luke Barnatt   | Decisión (unánime)                  | UFC Fight Night: Edgar vs. Faber   | 16 de mayo de 2015       | 3     | 5:00   | Pásay                   |                      |
| Derrota   | 13–6   | Roan Carneiro  | Sumisión técnica (rear-naked choke) | UFC 184                            | 28 de febrero de 2015    | 1     | 1:40   | Los Ángeles, California |                      |
| Derrota   | 13–5   | Gegard Mousasi | Sumisión (rear-naked choke)         | UFC Fight Night: Muñoz vs. Mousasi | 31 de mayo de 2014       | 1     | 3:57   | Berlín                  |                      |
| Derrota   | 13–4   | Lyoto Machida  | KO (patada a la cabeza)             | UFC Fight Night: Machida vs. Muñoz | 26 de octubre de 2013    | 1     | 3:10   | Mánchester              |                      |
| Victoria  | 13–3   | Tim Boetsch    | Decisión (unánime)                  | UFC 162                            | 6 de julio de 2013       | 3     | 5:00   | Las Vegas, Nevada       |                      |
| Derrota   | 12–3   | Chris Weidman  | KO (codazo y golpes)                | UFC on Fuel TV: Muñoz vs. Weidman  | 11 de julio de 2012      | 2     | 1:37   | San José, California    |                      |
| Victoria  | 12–2   | Chris Leben    | TKO (parada del equipo)             | UFC 138                            | 5 de noviembre de 2011   | 2     | 5:00   | Birmingham              |                      |
| Victoria  | 11–2   | Demian Maia    | Decisión (unánime)                  | UFC 131                            | 11 de junio de 2011      | 3     | 5:00   | Vancouver               |                      |
| Victoria  | 10–2   | C.B. Dollaway  | KO (golpes)                         | UFC Live: Sanchez vs. Kampmann     | 3 de marzo de 2011       | 1     | 0:54   | Louisville, Kentucky    |                      |
| Victoria  | 9–2    | Aaron Simpson  | Decisión (unánime)                  | UFC 123                            | 20 de noviembre de 2010  | 3     | 5:00   | Auburn Hills, Michigan  |                      |
| Derrota   | 8–2    | Yushin Okami   | Decisión (dividida)                 | UFC Live: Jones vs. Matyushenko    | 1 de agosto de 2010      | 3     | 5:00   | San Diego, California   |                      |
| Victoria  | 8–1    | Kendall Grove  | KO (golpes)                         | UFC 112                            | 10 de abril de 2010      | 2     | 2:50   | Abu Dhabi               | Pelea de la Noche.   |
| Victoria  | 7–1    | Ryan Jensen    | Sumisión (golpes)                   | UFC 108                            | 2 de enero de 2010       | 1     | 2:30   | Las Vegas, Nevada       |                      |
| Victoria  | 6–1    | Nick Catone    | Decisión (dividida)                 | UFC 102                            | 29 de agosto de 2009     | 3     | 5:00   | Portland, Oregón        | Debut en peso medio. |
| Derrota   | 5–1    | Matt Hamill    | KO (patada a la cabeza)             | UFC 96                             | 7 de marzo de 2009       | 1     | 3:53   | Columbus, Ohio          |                      |
| Victoria  | 5–0    | Ricardo Barros | TKO (golpes)                        | WEC 37                             | 3 de diciembre de 2008   | 1     | 2:26   | Las Vegas, Nevada       |                      |
| Victoria  | 4–0    | Chuck Grigsby  | KO (golpes)                         | WEC 34                             | 1 de junio de 2008       | 1     | 4:15   | Sacramento, California  |                      |
| Victoria  | 3–0    | Tony Rubalcava | Decisión (unánime)                  | PFC 4: Project Complete            | 18 de octubre de 2007    | 3     | 3:00   | Lemoore, California     |                      |
| Victoria  | 2–0    | Mike Pierce    | Decisión (unánime)                  | GC 69: Bad Intentions              | 22 de septiembre de 2007 | 3     | 5:00   | Sacramento, California  |                      |
| Victoria  | 1–0    | Austin Achorn  | TKO (golpes)                        | PFC 3: Step Up                     | 19 de julio de 2007      | 1     | 1:25   | Lemoore, California     |                      |